# درجه‌ها و نشان‌های نظامی نیروی زمینی فدراسیون روسیه

نماد نیروهای مسلح فدراسیون روسیه

نماد نیروهای زمینی فدراسیون روسیه

فدراسیون روسیه درجه‌های نظامی شوروی را به ارث برد، اگرچه نشان‌ها و لباس‌ها کمی تغییر کرد.
نیروهای مسلح روسیه دارای دو سبک درجه هستند:
- درجه به سبک نیروی زمینی
- درجه به سبک نیروی دریایی

نیروی زمینی و نیروی هوایی فقط از رده‌های نیروی زمینی استفاده می کنند.

## درجه‌ها و نشان‌ها
آنچه در زیر آمده است، جدولی از درجه‌های نظامی عالی و میانی از نیروهای مسلح فدراسیون روسیه است:

### افسران
| دسته‌بندی                         | درجه‌های نظامی                                                                       | نشان‌های رژه | نشان‌های روزمره | نشان‌های میدانی | معادل درجه در ناتو |
| -------------------------------- | ----------------------------------------------------------------------------------- | ----------- | -------------- | -------------- | ------------------ |
| افسران عالی یا افسران ارشد       | مارشال فدراسیون روسیه (Ма́ршал Росси́йской Федера́ции) (Márshal Rossíyskoy Federátsii) |             |                |                | OF-10              |
| افسران عالی یا افسران ارشد       | ارتشبد (Генера́л а́рмии) (Generál ármii)                                              |             |                |                | OF-9               |
| افسران عالی یا افسران ارشد       | سپهبد (Генера́л-полко́вник) (Generál-polkóvnik)                                       |             |                |                | OF-8               |
| افسران عالی یا افسران ارشد       | سرلشکر (Генера́л-лейтена́нт) (Generál-leytenánt)                                      |             |                |                | OF-7               |
| افسران عالی یا افسران ارشد       | سرتیپ (Генера́л-майо́р) (Generál-mayór)                                               |             |                |                | OF-6               |
| افسران ارشد یا افسران درجه یک    | سرهنگ (Полко́вник) (Polkóvnik)                                                       |             |                |                | OF-5               |
| افسران ارشد یا افسران درجه یک    | سرهنگ دوم (Подполко́вник) (Podpolkóvnik)                                             |             |                |                | OF-4               |
| افسران ارشد یا افسران درجه یک    | سرگرد (Майо́р) (Mayór)                                                               |             |                |                | OF-3               |
| افسران رده پایین یا افسران متوسط | سروان (Капита́н) (Kapitán)                                                           |             |                |                | OF-2               |
| افسران رده پایین یا افسران متوسط | ستوان یکم (Ста́рший лейтена́нт) (Stárshiy Leytenánt)                                  |             |                |                | OF-1               |
| افسران رده پایین یا افسران متوسط | ستوان دوم (Лейтена́нт) (Leytenánt)                                                   |             |                |                | OF-1               |
| افسران رده پایین یا افسران متوسط | ستوان سوم (Мла́дший лейтена́нт) (Mládshiy Leytenánt)                                  |             |                |                | افسر آموزشی        |
| دانشجویان افسری                  | دانشجو افسری (Курсант) (Kursant)                                                    |             |                |                | OF-(D)             |

### درجه‌داران و سربازان
| دسته‌بندی  | درجه‌های نظامی                                         | نشان‌های رژه | نشان‌های روزمره | نشان‌های میدانی | معادل درجه در ناتو |
| --------- | ----------------------------------------------------- | ----------- | -------------- | -------------- | ------------------ |
| استواران  | استوار یکم (Ста́рший пра́порщик) (Starshy praporshchik) |             |                |                | OR-9               |
| استواران  | استوار دوم (Пра́порщик) (Praporshchik)                 |             |                |                | OR-9               |
| گروهبانان | سرگروهبان (Старшина́) (Starshina)                      |             |                |                | OR-8               |
| گروهبانان | گروهبان یکم (Ста́рший сержа́нт) (Stárshiy serzhánt)     |             |                |                | OR-7               |
| گروهبانان | گروهبان دوم (Сержа́нт) (Serzhánt)                      |             |                |                | OR-6               |
| گروهبانان | گروهبان سوم (Мла́дший сержа́нт) (Mládshiy Serzhánt)     |             |                |                | OR-5               |
| سربازان   | سرجوخه (Ефре́йтор) (Yefréytor)                         |             |                |                | OR-4               |
| سربازان   | سرباز (Рядово́й) (Ryadovóy)                            |             |                |                | OR-1               |

## دیگر منابع
- قانون فدرال شماره 58-FZ از 12 مارس 1998 "در مورد وظیفه نظامی و خدمات نظامی" (به روسی)
- فرمان ریاست جمهوری به شماره 531 از 8 مه 2005 "در مورد لباس نظامی ، علائم درجه ای از سربازان و علائم درجه سازمان های دولتی" (به زبان روسی)
- صفوف نظامی روسیه